# Черемошна (Ивано-Франковская область)
Черемошна (укр. Черемошна) — село в Белоберёзской сельской общине Верховинского района Ивано-Франковской области Украины.
Население по переписи 2001 года составляло 650 человек. Занимает площадь 12 км². Почтовый индекс — 78732. Телефонный код — 03432.

## История
В 1946 году указом ПВС УССР село Ферескуля переименовано в Черемошну.